# Casearia pachyphylla
Casearia pachyphylla är en videväxtart som beskrevs av Ernest Friedrich Gilg. Casearia pachyphylla ingår i släktet Casearia och familjen videväxter. Inga underarter finns listade i Catalogue of Life.